# 花様年華
『花様年華』（かようねんか、原題：花樣年華、英題：In the Mood for Love）は、2000年制作の香港映画。

## 概要
1960年代の香港を舞台に、既婚者同士の切ない恋を描いたウォン・カーウァイ監督のロマンス映画。トニー・レオンが演じる主人公のチャウは香港の短編作家・劉以鬯（ラウ・イーチョン）がモデルとなっている。また相手のチャン夫人の名前は同監督の『欲望の翼』で同じマギー・チャンが演じた人物と同じスー・リーチェンで、本作は『欲望の翼』の続編、『2046』の前編ともいわれている。
1960年代の香港を設定にしているが、撮影は主にタイのバンコクで行われている。撮影当時、60年代の香港の街並みを再現するのは難しく、タイで撮影をする方が容易だったため。チャウとスーがステーキを食べるシーンのレストランは、香港島の金雀餐庁（GoldFinch Restaurant）で、その後の作品『2046』でも使用され映画ファンに人気の場所であったが、2015年に惜しまれながら閉店した。
作品の中で主演女優のマギー・チャンやアパートのオーナー役レベッカ・パンが次々と着こなす美しいチャイナドレスは、アートディレクターであるウィリアム・チョンの母親が60年代に着ていた服をリメイクしたもの。
本作でトニー・レオンがカンヌ国際映画祭にて男優賞を受賞した。その他、モントリオール映画祭最優秀作品賞、香港電影金像奨最優秀主演男優賞（トニー・レオン）・最優秀主演女優賞（マギー・チャン）、金馬奨最優秀主演女優賞（マギー・チャン）、ヨーロッパ映画賞最優秀非ヨーロッパ映画賞、2001年セザール賞外国語作品賞など多数受賞。
日本では2001年に劇場公開。2022年には4Kレストア版がアンプラグド社配給により「WKW4K ウォン・カーウァイ4K」で上映。

## ストーリー
舞台は1962年の香港。ジャーナリストのチャウ（トニー・レオン）は上海出身者達が多く暮らすアパートに妻と引っ越してくる。偶然にも全く同じ日、隣の部屋には日系企業に勤める夫のチャンと商社で秘書として働く妻のスー（マギー・チャン）が引っ越して来た。二組の夫婦は隣り合った二軒、クウ家とスエン家に間借りをし、親しい隣人付き合いを始める。チャウの妻とスーの夫は仕事のせいであまり家におらず二人はそれぞれに孤独を感じていたところ、やがて自分の妻/夫が不倫関係にあることに気づき始める。傷ついたチャウとスーは互いに慰め合うように時間を共有し始める。そうして語り合ううち、チャウは前から興味を持っていた新聞の連載小説の執筆を始め、スーはその手伝いをするようになる。
チャウは、周囲の気兼ねなしにスーと会えるようホテルの部屋を借りる。スーは背徳感を抱きつつ、その部屋で会うようになる。そこでスーは、チャウを夫に見立てて不倫の事実を問い詰める練習をするが上手くいかない。スーとチャウは、お互いの配偶者と同じ過ちを犯さないためにプラトニックな関係を続けるが、二人の逢い引きは次第に周囲の知るところとなる。チャウは身を退くことを決意し、スーと別れの挨拶を練習するが、彼女は悲しみがこみ上げ泣いてしまう。二人はお互いが抱く愛の深さに気づかされ、その夜ラジオから流れる歌「花様年華」に胸をつまらせる。チャウは仕事でシンガポールに発つことが決まり、スーに「一緒に来ないか」と電話する。チャウはホテルで待ったが、スーが決断しホテルに着いたとき、すでに彼は香港を後にしていた。
翌年、スーはシンガポールに行き、チャウを訪ようと彼の職場に電話をかける。しかし他の社員が出て、チャウが代わるものの、スーは黙って電話を切る。チャウが部屋に帰ると人が立ち入った形跡があり、灰皿には口紅のついたタバコが置かれていた。それを見たチャウは、スーが自分の部屋に来ていたことを知る。スーと再会できなかったチャウはその夜、友人に「昔の人は知られたくない秘密があると山で木を見つけて幹に穴を掘り、そこに秘密をささやいて土で塞ぎ永遠に封じ込める」という話を聞かせる。
3年後、スーは香港からアメリカへ移住しようとしているスエンを訪ね、アパートを借りられるか尋ねる。しばらくたって、チャウはシンガポールから香港に戻り、クウの部屋を訪ねるが彼らはすでに越していた。新しい住人から隣のスエンも引っ越し、今は女性と幼い息子が暮らしていることを聞く。その女性がスーであることに気づかず、チャウは香港を離れる。カンボジアへ旅立ったチャウは、アンコールワットを訪れ、壁の穴に何かをささやき土で塞ぐ。

## キャスト
| 役名                             | 俳優           | 日本語吹替 |
| -------------------------------- | -------------- | ---------- |
| チャウ・モーワン                 | トニー・レオン | 小杉十郎太 |
| スー・リー・チェン（チャン夫人） | マギー・チャン | 相沢恵子   |
| スエン夫人                       | レベッカ・パン | 沢田敏子   |
| ホウ社長                         | ライ・チン     | 小島敏彦   |
| ピン                             | スー・ピンラン | 茶風林     |

## スタッフ
- 監督・脚本・製作：ウォン・カーウァイ
- 製作総指揮：チャン・イーチェン
- アソシエイト・プロデューサー：ジャッキー・パン
- 撮影：クリストファー・ドイル、リー・ピンビン
- 美術・編集・衣装：ウィリアム・チョン
- 照明：ウォン・チーミン
- 音楽：マイケル・ガラッソ
- 挿入曲：梅林茂「夢二のテーマ」、ナット・キング・コール、レベッカ・パン「ブンガワン・ソロ」他
- 引用句の作者：リウ・イーチャン

## 評価
- イギリスの公共放送BBCが2016年に発表した「21世紀 最高の映画100本」で、2位に選ばれている[1]。
- イギリスの新聞ガーディアンが2019年に発表した「21世紀 最高の映画100本」で、5位に選ばれている[2]。
- 英国映画協会が2012年に発表した、批評家の投票による「史上最高の映画100本」で、24位に選ばれている[3]。
- 英国映画協会が2022年に発表した「史上最高の映画100本」で5位に[4]、「映画監督が選ぶ史上最高の映画100本」では9位に[5]選ばれた。

## 学術的参考文献
- 藤城孝輔 「二つの時代のあいだで――『花様年華』と『2046』における狭間の時空間」、杉野健太郎編『映画とイデオロギー』（映画学叢書[監修加藤幹郎]、ミネルヴァ書房、2015年）所収。